# TRISPHAT
TRISPHAT je komplexní anion se vzorcem P(O2C6Cl7) −
3 , obvykle připravovaný jako tributylamonná ((C4H9)3NH+) nebo tetrabutylamonná ((C4H9)4N+) sůl. Anion obsahuje fosfor v oxidačním čísle V, na který jsou navázány tři tetrachlorkatecholátové ligandy (C6Cl4O 2−
2 ). Lze u něj oddělit dva axiálně chirální enantiomery, které jsou opticky stálé (na obrázku je znázorněn Δ enantiomer).
TRISPHAT se používá jako chirální posunové činidlo pro kationty; zlepšuje rozlišení 1H NMR tvorbou diastereomerních iontových párů.

## Příprava
Tento anion se připravuje reakcí chloridu fosforečného s tetrachlorkatecholem a terciárním aminem:
PCl5 + 3 C6Cl4(OH)2 → H[P(O2C6Cl4)3] + 5 HCl
H[P(O2C6Cl4)3] + Bu3N → Bu3NH+[P(O2C6Cl4)3]−
Při použití chirálního aminu vznikají dva snadno od sebe oddělitelné chirální anionty.